# Roland Gräf
Roland Gräf (* 13. Oktober 1934 in Meuselbach; † 11. Mai 2017 in Potsdam) war ein deutscher Filmregisseur, Drehbuchautor und Kameramann, der zu den wichtigsten Regisseuren der DEFA gehörte.

## Leben
Roland Gräf absolvierte eine Lehre als Industriekaufmann, erwarb danach an der Arbeiter-und-Bauern-Fakultät in Jena die Hochschulreife und studierte von 1954 bis 1959 an der Deutschen Hochschule für Filmkunst in Babelsberg Kamera.
Ab 1960 arbeitete er im DEFA-Studio für Spielfilme, er prägte ab Mitte der 1960er Jahre maßgeblich den Kamerastil eines poetischen Realismus mit (Jahrgang 45), der für eine Gruppe junger Regisseure wichtiges Ausdrucksmittel ihrer Realitätserkundung war.
1970 gab er mit Mein lieber Robinson, einem Zeitporträt junger Leute, sein Regiedebüt. Mit seinen Filmen über die DDR-Wirklichkeit erreichte er große Aufmerksamkeit im In- und Ausland. 1978 erhielt er auf dem Internationalen Filmfestival Karlovy Vary den Hauptpreis für seinen Film Die Flucht, der sich mit einem Tabu-Thema der DDR, der Flucht aus der DDR, auseinandersetzte. In den 1980er-Jahren wandte er sich mit drei Filmen (Fariaho, Haus am Fluss, Fallada – Letztes Kapitel) historischen Sujets zu, für die jedoch das Spannungsverhältnis zwischen Anpassung und Widerstand, das die späte DDR immer deutlicher prägte, der eigentliche Erzählgrund war.
Von 1985 bis zur Privatisierung des Studios und der Entlassung der künstlerischen Mitarbeiter war Roland Gräf Vorsitzender des Künstlerischen Rates. 1991 nahm er mit Der Tangospieler zum dritten Mal (Haus am Fluss 1986, Fallada – letztes Kapitel 1988) am Berlinale-Wettbewerb teil, für diesen Film erhielt er im selben Jahr den Bundesfilmpreis. Die Spur des Bernsteinzimmers 1992 war sein letzter Kino-Film, drei drehreife Bücher konnte er danach nicht mehr realisieren.
1997 baute er an der HFF Konrad Wolf in Babelsberg den Studiengang Medienspezifisches Schauspiel auf, den er bis 2001 leitete. Seit ihrer Gründung 1998 war Roland Gräf stellvertretender Vorsitzender des Stiftungsrates der DEFA-Stiftung (bis 2005).
Roland Gräf lebte mit seiner Frau, der Drehbuchautorin Christel Gräf, in Potsdam-Babelsberg und im Fläming. Das Filmmuseum Potsdam zeigte im Oktober 2009 eine Auswahl seiner fotografischen Arbeiten unter dem Titel Fläming-Bilder. Am 11. Mai 2017 verstarb er nach schwerer Krankheit.

## Filmografie (Auswahl)

### Als Kameramann
- 1960: Küsschen und der General
- 1961: Wind von vorn (Abgebrochen)
- 1962: Josef und alle seine Brüder (Fernsehfilm)
- 1964: Egon und das achte Weltwunder (Fernsehfilm)
- 1965: Tiefe Furchen
- 1966: Jahrgang 45 (Aufführung 1990)
- 1968: Leben zu zweit
- 1969: Das siebente Jahr
- 1969: Dr. med. Sommer II
- 1969: Weite Straßen – stille Liebe
- 1970: Mein lieber Robinson
- 1972: Sechse kommen durch die Welt
- 1973: Die Taube auf dem Dach (Aufführung 1990)

### Als Regisseur
- 1970: Mein lieber Robinson
- 1975: Bankett für Achilles
- 1977: Die Flucht
- 1979: P.S.
- 1982: Märkische Forschungen (auch Buch nach Günter de Bruyn)
- 1983: Fariaho (auch Koautor)
- 1986: Das Haus am Fluß (auch Buch nach Friedrich Wolf)
- 1988: Fallada – Letztes Kapitel
- 1991: Der Tangospieler (auch Buch nach Christoph Hein)
- 1992: Die Spur des Bernsteinzimmers

## Auszeichnungen (Auswahl)
- 1968: Das siebente Jahr: Heinrich-Greif-Preis
- 1977/78: Die Flucht: Hauptpreis IFF Karlovy Vary, DDR-Kritiker-Preis für den besten Gegenwartsfilm, Heinrich-Greif-Preis
- 1979/80: P.S.: DDR-Kritiker-Preis, Spezialpreis 23. Autorenfilm-Festival Sanremo, I. Preis IFF Quito
- 1980: Kunstpreis der DDR[1]
- 1982: Märkische Forschungen: DDR-Kritiker-Preis, Findlingspreis[1] der Filmclubs, Theodor-Fontane-Preis des Bezirks Potsdam
- 1986: Das Haus am Fluss: Hauptpreis ex aequo Nationales Spielfilmfestival Karl-Marx-Stadt
- 1986: Nationalpreis der DDR II. Klasse für Kunst und Literatur
- 1988: Fallada – letztes Kapitel: Hauptpreis Nationales Spielfilmfestival Karl-Marx-Stadt
- 1991: Der Tangospieler: I. Preis IFF Bergamo, Bundesfilmpreis: Filmband in Silber
- 2013: Preis der DEFA-Stiftung für die Verdienste um den deutschen Film